# Adam Szelągowski
Adam Wiktor Szelągowski (ur. 23 grudnia 1873 w Lublinie, zm. 3 sierpnia 1961 w Warszawie) – polski historyk, nauczyciel gimnazjalny i profesor Uniwersytetu Jana Kazimierza we Lwowie.

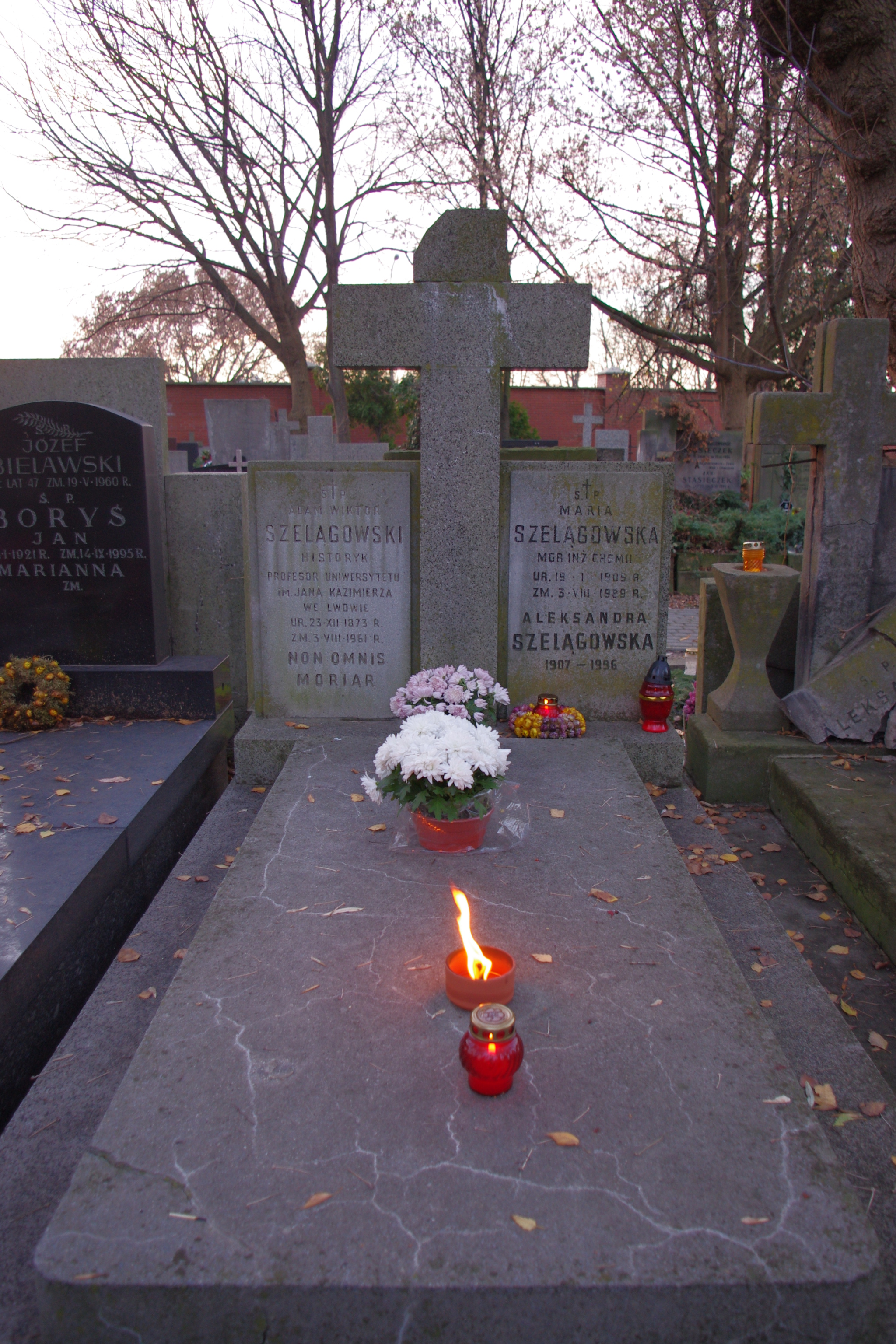
Grobowiec Szelągowskich na cmentarzu Powązkowskim w Warszawie

## Życiorys
Studiował na Uniwersytecie Lwowskim. Był uczniem Oswalda Balzera, doktorat w 1898, habilitacja 1902, profesor nadzwyczajny 1907. Jednocześnie do 1914 uczył w gimnazjach lwowskich, m.in. w C. K. V Gimnazjum we Lwowie. Od 1919 kierownik katedry historii społeczno-gospodarczej UJK, od 1921 (po Szymonie Askenazym) kierownik katedry historii nowożytnej UJK. W latach 1929–1930 był redaktorem naczelnym pisma „Insurrekcje. Materiały i badania do dziejów powstań oraz ruchów społecznych i narodowych w Polsce” (ukazały się jedynie 3 numery). Z dniem 31 marca 1939 został przeniesiony w stan spoczynku na zasadzie art. 24 pragmatyki profesorskiej.
Był członkiem Towarzystwa Historycznego we Lwowie. Sympatyzował z ruchem endeckim (w opinii Jerzego Maternickiego przed I wojną światową należał do czołowych przedstawicieli tzw. szkoły narodowej w historiografii). Był członkiem czynnym Towarzystwa Naukowego we Lwowie. Był członkiem Ligi Narodowej. Po wojnie zamieszkiwał w Warszawie.
Otrzymał nagrodę naukową miasta portowego Gdyni im. Stefana Żeromskiego na rok 1938 „za całokształt pracy naukowej w dziedzinie dziejowych zagadnień bałtyckich”.
W kręgu jego szerokich zainteresowań naukowych były czasy od średniowiecza po czasy nowożytne, historia Polski i historia powszechna, historia gospodarcza i historia cywilizacji. Początkowo swoje badania rozpoczął od bliskich mu przez całe życie problemów historii gospodarczej (Chłopi dziedzice we wsiach na prawie polskim do końca XIII w., 1899) oraz powstałą z inspiracji Gustava von Schmollera (Pieniądz i przewrót cen w XVI. i XVII. wieku w Polsce, 1902). Jest także autorem pierwszego zarysu polskiej polityki morskiej, oparty na szerokich studiach archiwalnych w Berlinie i Wiedniu (Sprawa północna w wiekach XVI-XVIII, t. 1-3, 1904-1905). W monografiach: Rozkład Rzeszy i Polska za panowania Władysława IV (1907), Wzrost państwa polskiego w XV-XVI w. Polska na przełomie wieków średnich i nowych (1904) i Najstarsze drogi z Polski na Wschód w okresie bizantyńsko-arabskim (1909) badał powiązania polityki polskiej z polityką europejską. Opracował syntezę Dzieje Polski 1849-1914 (w zbiorowym dziele Polska jej dzieje i kultura, t. 3, 1932). Zawarty w niej opis genezy powstania styczniowego zachował walory aż do czasu ukazania się monografii Stefana Kieniewicza. Zajmował się także dziejami cywilizacji: Wschód i Zachód: zagadnienia z dziejów cywilizacji (1912), Dzieje powszechne i cywilizacji (t. 1-4, 1913-1918). Opublikował wiele prac z historii powszechnej: Rewolucja francuska 1789-1793 (1927, wyd. 2 - 1934), Stany Zjednoczone Ameryki Północnej. Tworzenie państwa i konstytucji (1929). Autor wielu podręczników historii dla gimnazjów. Był autorem 3-tomowego podręcznika historii dla gimnazjów, obejmującego historię średniowieczną, nowożytną i nowoczesną.
Został pochowany w grobowcu rodzinnym na cmentarzu Powązkowskim w Warszawie, gdzie spoczęły także jego córki
Maria (1905-1989) i Aleksandra (1907-1996) (kwatera 155a-5-15).

## Uczniowie
Do grona jego uczniów należą: Irena Biżańska, Maria Anna Chmielowska, Marian Delawski, Grzegorz Duzinchiewicz,
Józef Grabowski, Janina Aleksandra Grodka, Jan Karpiniec, Franciszek Konieczny, Maria Jarosiewicz, Jadwiga Lechicka, Józef Lewicki, Apolonia Lityńska, Marian Mrożek, Irma Józefa Nalepowa, Adolfina Oblerówna, Maria Prydatkiewicz, Helena Zofia Struc-Filasiewiczowa, Marian Tyrowicz, Henryk Wereszycki.

## Publikacje
- O socyologicznym traktowaniu dziejów, Lwów 1898.
- Paweł Piasecki, historyk polski XVII w. Cz. I. Życiorys i charakterystyka ogólna pisarza, Lwów 1899.
- Chłopi-dziedzice we wsiach na prawie polskiem do końca XII w. (Studya nad historyą prawa polskiego pod redakcyą O. Balcera, t. I), Lwów 1899.
- Układy królewicza Władysława i dysydentów z Gustawem Adolfem, Lwów 1900.
- Pieniądz i przewrót cen w Polsce w XVI i XVII w., Lwów: Tow. Wydaw. 1902.
- Walka o Bałtyk. Sprawa północna w XVI i XVII, cz. 1, Lwów: B. Połoniecki 1904.
- Śląsk i Polska wobec powstania czeskiego. Sprawa północna, cz. 2, Lwów: B. Połoniecki 1904.
- Wzrost państwa polskiego w XV-XVI w. : Polska na przełomie wieków średnich i nowych, Lwów: B. Połoniecki 1904.
- O ujście Wisły. Wielka wojna pruska. Sprawa północna, cz. 3, Warszawa: Gebethner i Wolff 1905.
- Rozkład Rzeszy i Polska za Władysława IV, Kraków: Fund. wyd. im. Wiktora Osławskiego 1907.
- Rozwój ekonomiczny i społeczny w Polsce do r. 1907 (Polska, Obrazy opisy), Lwów 1907.
- Najstarsze drogi z Polski na Wschód: w okresie bizantyńsko-arabskim, Kraków: Akademia Umiejętności 1909.
- Historyczne podstawy kwestii ruskiej na ziemiach polskich, Warszawa 1910.
- Z dziejów współzawodnictwa Anglii i Niemiec, Rosyi i Polski, Lwów: Tow. Wydawnicze 1910.
- Kwestya ruska w świetle historyi. Cz. I. Historyczne prawo polskie na Rusi. Cz. II. Historyczne podstawy kwestyi ruskiej na ziemiach polskich, Warszawa 1911.
- Sprawa reformy elekcyi za panowania Zygmunta III, Lwów 1912.
- The Eastland Company in Prussia, London: Office of the Society 1912.
- Wschód i Zachód. Zagadnienia z dziejów cywilizacyi, Lwów: Tow. Wydawnicze 1912.
- Dzieje powszechne i cywilizacyi, t. 1: Egipt. Babilon i Assyrya. Syrya i Palestyna. Azya Mniejsza. Iran i Turan. Indye, Chiny i Pacyfik, Warszawa: S. Orgelbranda Synowie 1913.
- Dzieje powszechne i cywilizacyi, t. 2: Grecya archaiczna. Grecya bohaterska. Grecya wolna. Panowanie Grecyi nad światem, Warszawa: S. Orgelbranda Synowie 1914.
- Dzieje powszechne i cywilizacyi, t. 4: Rzym - miasto. Rzym - państwo. Impreyalizm rzymski. Cezaryzm, Warszawa: S. Orgelbranda Synowie 1914.
- Wici i Topory. Studyum nad genezą i znaczeniem godeł polskich i zawołań, Kraków: Akademia Umiejętności 1914.
- (współautor: Marian Janelli), Dzieje powszechne. Podręcznik do nauki historyi na stopniu wyższym szkół średnich. Cz. 1, Obejmująca okres starożytny, Lwów: Towarzystwo Nauczyciel. Szkół Wyższych 1915[12].
- Niemcy, Austrya i kwestia polska, Warszawa: Gebethner i Wolff - Kraków: G. Gebethner 1915.
- Historja nowożytna: do użytku szkół średnich, z. 1-4, Wilno: J. Zawadzki 1916.
- Dzieje powszechne i cywilizacyi, t. 4: Odrodzenie Wschodu. Geneza społeczeństw na Zachodzie. Świat turko-słowiański, Warszawa: S. Orgelbranda Synowie 1918.
- (współautor: Marian Janelli), Dzieje powszechne. Podręcznik do nauki historyi na stopniu wyższym szkół średnich. Cz. 2, Warszawa: S. Orgelbranda Synowie 1918.
- Historia nowoczesna: rewolucja francuska, wiek 19 i 20 do wybuchu wojny światowej 1788-1914, Warszawa: M. Arct 1918 (wyd. 2 - 1922).
- Historia nowożytna 1453-1789, Warszawa: M. Arct 1918 (wyd. 2 - 1922, wyd. 3 - 1924).
- Historia starożytna: 3000 r. przed Chr. - 1000 r. po Chr., Warszawa: M. Arct 1918 (wyd. 4 przejrz. i popr. 1923).
- O granicach Polski, Warszawa 1918.
- Dzieje powszechne w zarysie: podręcznik do nauki historii na stopniu wyższym szkół średnich. Cz. 2, obejmująca okres średniowieczny, Warszawa: M. Arct 1919 (wyd. 2, przejrz. i dostosowane do programu M. W. R. i O. P. - 1923).
- Dzieje powszechne w zarysie: podręcznik do nauki historii na stopniu wyższym szkół średnich. Cz. 4, obejmująca okres nowoczesny, Warszawa: M. Arct 1919 (wyd. 2 - 1925).
- Historia średniowieczna (963-1453), Warszawa: M. Arct 1919 (wyd. 2 przejrz. i popr. Warszawa: J. Czernecki 1921).
- Dzieje powszechne w zarysie: podręcznik do nauki historii na stopniu wyższym szkół średnich. Cz. 3, obejmująca dzieje nowożytne, Warszawa: M. Arct 1920 (wyd. 2, przejrz. i dostosowane do programu M. W. R. i O. P. - 1923).
- Obrazy z dziejów Polski, Warszawa: „Bibljoteka Polska” 1920.
- Dzieje Polski w zarysie, Warszawa: Trzaska, Evert i Michalski 1921 (wyd. 2 przejrz. i popr. Warszawa: J. Czernecki 1923).
- Walka o Bałtyk, wyd. 2, przejrz. i uzup. Lwów: Wydawnictwo Polskie 1921.
- Dzieje powszechne w zarysie: podręcznik do nauki historii na stopniu wyższym szkół średnich. Cz. 1, Okres starożytny, Warszawa: M. Arct 1923.
- Polska współczesna, Warszawa: Księg. Biblioteki Dzieł Wyborowych 1925.
- Z zagadnień dydaktyki historii: nauka historii w programach gimnazjalnych, Warszawa: M. Arct 1925.
- Rok 1789 monarchia a rewolucja, Warszawa: Bibl. Dzieł Wyborowych 1927.
- Rok 1792 upadek tronu, Warszawa: Bibl. Dzieł Wyborowych 1927.
- Stany Zjednoczone Północnej Ameryki U.S.A : tworzenie państwa i konstutycji, Warszawa: F. Hoesick 1929.
- Rewolucja francuska 1789-1793, wyd. 2 uzup. rozdz. 3-im, Lwów: „Filomata”, 1934
- Historia powszechna, t. 1, Warszawa: M. Arct 1936.
- Historia powszechna, t. 2, cz. 1, Warszawa: M. Arct 1936.
- Historia powszechna, t. 2, cz. 2, Warszawa: M. Arct 1938.
- Wiek dwudziesty: Historii powszechnej t. 2, cz. 2. Przedwojnie, wojna światowa, czasy powojenne do 1937 r., Warszawa: M. Arct 1939.
- Historia powszechna. Wykaz imienno-rzeczowy, Warszawa: M. Arct 1939.
- Istok i Zapad: problemi istorije civilizacije, prev. s poljskog Petar Bunjak, Podgorica: CID 1998.
- O ujście Wisły: wielka wojna pruska, oprac., wstęp i posł. Andrzej Korytko, Dąbrówno: Oficyna Retman 2012.